# Jim Bunn
Jim Bunn, född 12 december 1956 i McMinnville i Oregon, är en amerikansk politiker (republikan). Han var ledamot av USA:s representanthus 1995–1997.
Bunn efterträdde 1995 Michael J. Kopetski som kongressledamot och efterträddes 1997 av Darlene Hooley.